# Богословський Андрій Олександрович
Андрі́й Олекса́ндрович Богосло́вський (1869, Луковець, Череповецький повіт, Новгородська губернія — 1918, Лан
) — російський військовий священник, учасник російсько-японської та Першої світової воєн.

## Біографія
Андрій Богословський народився 21 вересня 1869 року в селі Луковець Луковецької волості Череповецького повіту Новгородської губернії. Освіту здобув у духовному училищі в Кирилові Новгородської губернії та в Новгородській духовній семінарії. 15 жовтня 1889 року був зарахований до Новгородської єпархії.
У 1893 році вступив на військову службу як священник при церкві Туркестанської стрілецької бригади. З 1897 року служив у Ташкентському військовому Спасо-Преображенському соборі.
З початком російсько-японської війни перевівся до чинної армії та був полковим священником 22-го Східносибірського стрілецького полку. З 1905 року — полковий священник 33-го Східносибірського стрілецького полку і благочинний 9-ї Східносибірської стрілецької дивізії. За бойові заслуги в боях проти японців нагороджений:
- Орден св. Анни 3-го ступеня з мечами (3 листопада 1904 року);
- Орден св. Анни 2-го ступеня з мечами (29 листопада 1904 року);
- Орден св. Володимира 4-го ступеня з мечами та бантом (7 липня 1905 року);
- Золотий наперсний хрест на Георгіївській стрічці (3 лютого 1906 року).

Про події російсько-японської війни Богословський написав дві мемуарні статті: «Враження військового священника на перев'язувальному пункті» та «Полкове свято в Маньчжурії», які були опубліковані у «Віснику військового духовенства» в 1905 році.
У 1907 році Богословський був призначений священником Сибірського флотського екіпажу, у 1910 році отримав сан протоієрея, а з 1913 року був благочинним Владивостоцьких морських церков.
Перед початком Першої світової війни перевівся на посаду полкового священника 6-го Фінляндського стрілецького полку. Був делегатом 1-го з'їзду військового та морського духовенства, який проходив з 1 по 10 липня 1914 року.
10 листопада 1916 року наказом Протопресвітера військового та морського духовенства був нагороджений орденом св. Георгія 4-го ступеня за бойові заслуги:
|  | 22 жовтня 1915 року, стоячи на височині, благословляв кожного воїна, що підходив до нього. Коли почався обстріл, він залишився на своєму місці. Його груди захистила дароносиця, що висіла на шиї, змінивши напрямок кулі, яка летіла прямо в серце. |

У 1916 році увійшов до складу Російського експедиційного корпусу, відправленого до Франції, та служив полковим священником 2-го Особливого полку на Французькому фронті. У 1917 році отримав французький Орден Почесного легіону. Після підписання більшовиками Берестейського миру Богословський залишився у Франції та став священником Російського легіону честі.
Загинув у Франції під Терні-Сорні 2 вересня 1918 року в бою з німцями. Похований у Вік-сюр-Ен. Посмертно нагороджений французьким Військовим хрестом із пальмовою гілкою.